# Lucerna College
Het Lucerna College is een Vlaamse onderwijsinstelling die werd opgericht in 2003 door de vzw Inrichtende Macht Lucerna. De school is erkend en wordt gesubsidieerd door het Departement Onderwijs. Lucerna volgt de leerplannen van Katholiek Onderwijs Vlaanderen en biedt niet-confessioneel onderwijs waarbij leerlingen een erkend levensbeschouwelijk vak kiezen. 
Lucerna (Latijn voor lamp) beoogt goede onderwijspraktijken te integreren met oog op hogere slaagkansen in het hoger onderwijs. Verhoudingsgewijs stromen te weinig allochtonen door naar het hoger onderwijs, vaak door gebrekkige beheersing van het Nederlands. Allochtonen worden daarom al vroeg naar het technisch of beroepsonderwijs georiënteerd. Lucerna stelt hiertegenover een school met uitsluitend algemeen secundair onderwijs ter voorbereiding op hoger onderwijs met extra aandacht (onder meer in lestijden) voor taalvaardigheid.

## Geschiedenis
In 2003 werd een eerste secundaire school geopend in Anderlecht, toen enkele Turks-Belgische zakenlui besloten dat het tijd was voor een nieuw Nederlandstalig onderwijsinitiatief. Zij hadden duidelijke sympathieën voor de Turkse islamgeleerde Fethullah Gülen.
In 2004 volgden Lucerna Colleges in Antwerpen, Gent & Genk (die laatste verhuisde in 2014 naar Houthalen). In 2006 werd een eerste basisschool geopend in Anderlecht en daarna ook in Hoboken en Genk. In 2018 werd de Arkades basisschool voor hoogbegaafde kinderen uit Herentals overgenomen en vergelijkbare scholen geopend in Houthalen en Gent.
Na de staatsgreep in Turkije (2016) raakte bekend dat de school banden heeft met de Gülenbeweging. De Turkse president Erdogan stelde Gülen verantwoordelijk voor de couppoging, waarna sommige Turkse ouders een andere school verkozen. Mede dankzij een capaciteitsuitbreiding stond het leerlingenaantal een jaar later weer op peil.
In 2018 verhuisde de vestiging van Antwerpen van het Stuivenbergplein naar een groter en moderner gebouw in Merksem.